# D12
D12 (acrònim en anglès derivat de Detroit) és un grup de hip-hop originari de Detroit, Michigan. Amb els seus àlbums Devil's Night, 2001 i D12 World en 2004 van agafar molta fama, pujant al número u de les llistes d'àlbums dels Estats Units, Regne Unit i Austràlia.